# Skarðsárbók
No confundir con el códice de leyes Skarðsbók
Skarðsárbók es manuscrito islandés del siglo XVII, una transcripción de Landnámabók obra de Björn Jónsson y anterior a la versión contemporánea conocida como Þórðarbók. La obra se basa en las versiones tempranas de Sturlubók y Hauksbók; también tiene una particular aportación que es muy parecida al capítulo 18 de la saga de Kristni.